# Chalcothore
Chalcothore is een geslacht van libellen (Odonata) uit de familie van de Polythoridae (Banierjuffers).

## Soorten
Chalcothore omvat 1 soort:
- Chalcothore montgomeryi (Rácenis, 1968)